# Martin Borrhaus
Martin Borrhaus, indicato a volte nella forma latinizzata di Martin o Martinus Cellarius o in quella italianizzata di Martino Cellario (Stoccarda, 1499 – Basilea, 11 ottobre 1564), è stato un umanista e teologo tedesco.
Viene considerato, insieme con Bernardino Ochino (1487-1564) e Michele Serveto (1511-1553), uno dei primi esponenti delle dottrine unitariane o antitrinitarie, ovvero di quelle dottrine, nate nei primi decenni del XVI secolo, che ponevano in dubbio la divinità del Figlio e dello Spirito Santo, esaltando l'unicità di Dio.

## Biografia

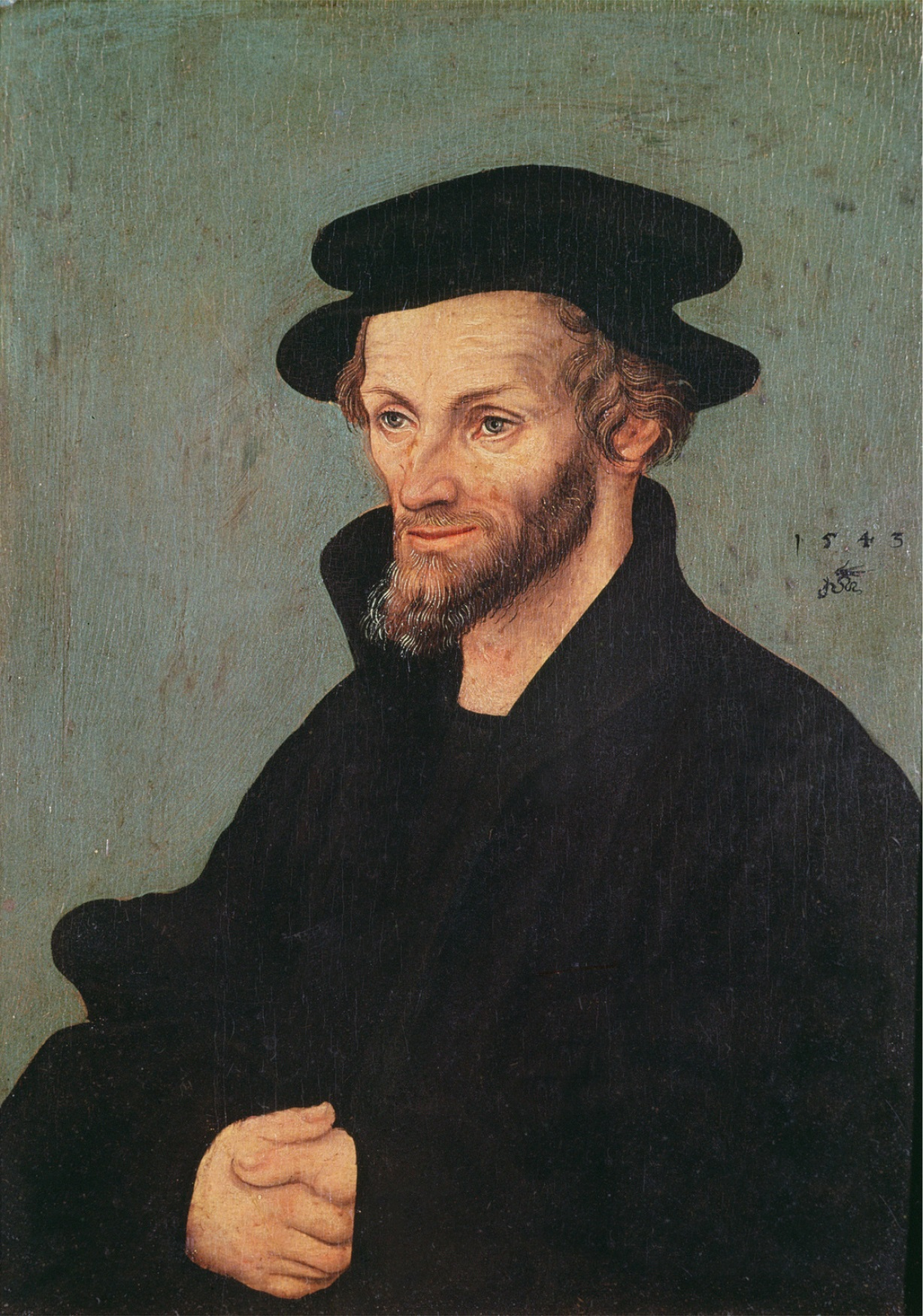
Filippo Melantone, umanista e teologo

Nato a Stoccarda nel 1499, dopo aver studiato a Tubinga, ove conobbe Melantone, Martin Borrhaus proseguì gli studi a Heidelberg laureandosi in filosofia. Docente a Wittenberg, vi conobbe Markus Stübner e la sua dottrina anabattista. Avvicinatosi alla nuova fede, fu costretto per questo da Melantone e Lutero ad abbandonare la città.
Tra il 1526 e il 1536 si stabilì a Strasburgo, all'epoca città del Sacro Romano Impero, dove conobbe Wolfgang Capito. Nei viaggi in Prussia, Polonia ed Austria, dal 1525 al 1536, diffuse le sue idee religiose. Ripreso l'insegnamento, ottenne dapprima una cattedra di latino e greco, poi, dal 1544, quella di Antico Testamento a Basilea ove morì, a circa sessantacinque anni, nel 1564.
Nel suo scritto De operibus Dei, pubblicato nel luglio del 1527 con la prefazione del riformatore tedesco Wolfgang Capito, cercò di avvicinare le posizioni dottrinarie di Lutero, Calvino e quelle dell'anabattismo.

## Opere
- Lucia Felici: Tra riforma ed eresia. La giovinezza di Martin Borrhaus (1499-1528), L.S. Olschki, Firenze 1995.

ISBN 88-222-4320-X
- Elementale cosmographicum, quo totius & astronomiæ & geographiæ rudimenta, certissimis breuissimisq́ue docentur apodixibus, Parisiis, apud Gulielmum Cauellat, 1551.
- De operibus Dei, Martino Cellario authore, Argentorati, 1527.
- Martini Borrhai Stugardiani De censura ueri & falsi, libri tres. De pronunciato liber unus, ex Aristotelis Peri tes hermenias libro. ..., Basileae, apud Leonardum Rospinianum, 1541.
- In Aristotelis Politicorum, siue De republica libros octo, Martini Borrhai annotationes cumprimis eruditae, nuncque, primum in lucem editae ..., Basileae, per Ioannem Oporinum, 1545.
- Martini Borrhai In cosmographiae elementa commentatio. Astronomica. Geographica. ..., Basileae, per Ioannem Oporinum, 1555.